# Apollo 440
Apollo 440 er en Technogruppe fra liverpool i Storbritannien.

## Diskografi
- Millennium fever (1994)
- Electro glide in blue (1996)
- Gettin' high on your own supply (1999)

| Musikgruppe | Spire Denne artikel om en britisk musikgruppe er en spire som bør udbygges. Du er velkommen til at hjælpe Wikipedia ved at udvide den. |